# Friedrich Doepner
Friedrich Doepner (* 1. Juli 1893 in Heiligenbeil, Ostpreußen; † 23. August 1965 bei Plön) war ein deutscher Politiker (GB/BHE, FDP).

## Leben und Beruf
Nach der Landwirtschaftsrealschule, die er mit der sog. Einjährigen-Reife abschloss, absolvierte Doepner, der evangelischen Glaubens war, eine landwirtschaftliche Lehre in Schlobitten; danach arbeitete er auf dem väterlichen Hof. Von 1914 bis 1916 nahm er am Ersten Weltkrieg teil, um anschließend bis 1919 als Beamter in der Landwirtschaftsverwaltung zu arbeiten. Von 1919 bis 1944 war Doepner selbständiger Landwirt in Brückental im Kreis Gumbinnen. In der Weimarer Republik wurde er im Rahmen der Bauernproteste dreimal zu Haftstrafen von insgesamt 16 Monaten verurteilt; nach der Machtergreifung der Nationalsozialisten wurde er amnestiert.
Nach dem Krieg kam Doepner als Heimatvertriebener nach Schleswig-Holstein. Von 1946 an baute er einen kleinen landwirtschaftlichen Betrieb in Klein Vollstedt im Kreis Rendsburg auf. Er war Vorstandsmitglied des Verbandes schleswig-holsteinischer Tabakanbauer. Doepner war verheiratet mit Annemarie, geb. Pflaumbaum, und hatte vier Kinder. Am 23. August 1965 kam Doepner zusammen mit seiner Frau in einem Verkehrsunfall in der Nähe von Plön ums Leben.

## Partei
Doepner gehörte von 1929 bis 1933 der Christlich-Nationalen Bauern- und Landvolkpartei an. Am 20. Juni 1940 beantragte er die Aufnahme in die NSDAP und wurde zum 1. Juli desselben Jahres aufgenommen (Mitgliedsnummer 8.144.159), ohne dort jedoch Funktionen zu übernehmen. Danker und Lehmann-Himmel charakterisieren ihn in ihrer Studie über das Verhalten und die Einstellungen der Schleswig-Holsteinischen Landtagsabgeordneten und Regierungsmitglieder der Nachkriegszeit in der NS-Zeit als „politisch angepasst“.
Doepner beteiligte sich 1950 an der Gründung des GB/BHE. Am 20. Juni 1958 verließ er die Vertriebenenpartei und trat am 14. Juli 1958 der FDP bei.

## Abgeordneter
Doepner wurde 1951 in den Kreistag des Kreises Rendsburg gewählt. Er war von 1954 bis 1958 Abgeordneter des Schleswig-Holsteinischen Landtags und dort stellvertretender Vorsitzender des Ausschusses für Ernährung, Landwirtschaft und Forsten.